# Yves Bréart de Boisanger
Pour les articles homonymes, voir Famille Bréart de Boisanger et Bréart.
Yves Bréart de Boisanger, né le 8 septembre 1896 à Niort et mort le 6 octobre 1976 dans le 16e arrondissement de Paris, est un administrateur français, gouverneur de la Banque de France de 1940 à 1944, sous le régime de Vichy. Il est le frère de Claude Bréart de Boisanger.

## Biographie
Fils d'un officier de cavalerie, Yves Bréart de Boisanger, élève au lycée Janson-de-Sailly et à l'École libre des sciences politiques, est docteur en droit et licencié ès lettres. Engagé volontaire en 1916, il reçoit la croix de guerre 1914-1918.
Yves Bréart de Boisanger devient inspecteur des finances en 1920. Il est nommé directeur du Mouvement général des fonds en 1933, puis directeur général des Contributions indirectes l'année suivante.
En juin 1937, Boisanger devient chef de cabinet du ministre des Finances Georges Bonnet. Le 20 juillet il est nommé deuxième sous-gouverneur de la Banque de France et, trois mois plus tard, premier sous-gouverneur. 
Le 31 août 1940, Yves de Boisanger remplace au poste de gouverneur Pierre-Eugène Fournier, dont les relations avec Yves Bouthillier, ministre des finances du régime de Vichy, n’ont jamais été bonnes.
Ce dernier ne se sentant sans doute ni qualifié pour, ni même désireux de continuer à mener la délégation spéciale française pour les questions économiques auprès de la Commission allemande d'armistice, désigne le 12 septembre 1940, Yves de Boisanger pour la présider. Celui-ci n’est pas nommé es-qualités mais bien à titre personnel.
Au cours de son mandat, malgré les ordres donnés par Laval, Boisanger tente de retarder la livraison par la Banque de France, au régime nazi, des 220 tonnes d'or confiées par la Banque nationale de Belgique et entreposés au Sénégal avec l'or de la Banque de Pologne et celui de la Banque de France. La lenteur des opérations de convoyage et leurs interruptions permettront de préserver le stock restant jusqu'au ralliement en novembre 1942 de l'Afrique-Occidentale française à l'Afrique du Nord libérée.
Malgré la réquisition par les nazis de cet or, la Banque de France ne cessera de se reconnaître débitrice de la Banque nationale de Belgique et refusera l'indemnisation en Reichsmarks par Berlin.
À la Libération, le 22 août 1944, le général de Gaulle fait remplacer Boisanger par Emmanuel Monick. Le 7 octobre suivant, un décret le remet à la disposition de l'Inspection générale des finances. 
Par un décret du 9 décembre 1944, Boisanger est révoqué sans pension de l’Inspection des finances,
Boisanger s’engage le 27 mars 1945 comme officier dans l'armée française jusqu’au 11 avril 1946, période qui lui vaut la croix de guerre.
Yves de Boisanger entre alors en qualité d’administrateur dans plusieurs grandes sociétés telles que Simca, la Société de construction des Batignolles (puis Spie Batignolles), la Société générale foncière, la Banque occidentale pour l'industrie et le commerce (future Société de banque occidentale), la Compagnie générale transatlantique,... ainsi que comme P.-D.G. de la Compagnie équatoriale des Mines.
Le 12 juillet 1956, le Conseil d’État finit par annuler le décret de révocation de 1944 ainsi que la décision de refuser le traitement. Un décret du 19 avril 1957 réintègre Boisanger dans les cadres de l’Inspection générale des finances à compter du 22 août 1944 et le met d’office à la retraite.

## Distinctions
- Officier de la Légion d'honneur (29 juillet 1938)[3]
- Croix de guerre 1914–1918
- Croix de guerre 1939–1945

## Sources
- Jacques Boudet, Le monde des affaires en France de 1830 à nos jours, 1952
- Augustin Frédéric Hamon, Les maîtres de la France, Volume 3, 1938
- Michel Margairaz, Banques, Banque de France et Seconde Guerre mondiale, 2002
- Michel Margairaz, Dictionnaire historique des inspecteurs des Finances 1801-2009, 2014